# Daillea
Daillea is een geslacht van wantsen uit de familie van de Tingidae (Netwantsen). Het geslacht werd voor het eerst wetenschappelijk beschreven door Pericart in 1991.

## Soorten
Het genus bevat de volgende soort:

- Daillea tricostata Péricart, 1991